# Korejské národní muzeum
Korejské národní muzeum (korejsky 국립중앙박물관) v Soulu je největší a nejnavštěvovanější jihokorejské muzeum. Věnuje se korejskému umění a historii. Bylo založeno roku 1945, jeho kořeny sahají k Muzeu císařské domácnosti z roku 1909, a v současné budově sídlí od roku 2005. 